# Tippo Tip
 (juillet 2022).
Si vous disposez d'ouvrages ou d'articles de référence ou si vous connaissez des sites web de qualité traitant du thème abordé ici, merci de compléter l'article en donnant les références utiles à sa vérifiabilité et en les liant à la section « Notes et références ».
Tippo Tip, variantes Tippo Tib ou Tippu Tip ou selon les langues locales Tippo Tipo, de son vrai nom Hamed bin Mohammed el Marjebi, né et mort à Zanzibar (1837-1905), est un marchand d’esclaves originaire de Unguja, île principale de l'archipel de Zanzibar. Il fut également propriétaire de plantations et gouverneur de province au Congo. Successeur des sultans de Zanzibar en instaurant le sultanat d'Utetera, il conduisit de nombreuses expéditions commerciales en Afrique centrale orientale, dont certaines esclavagistes.

## Biographie

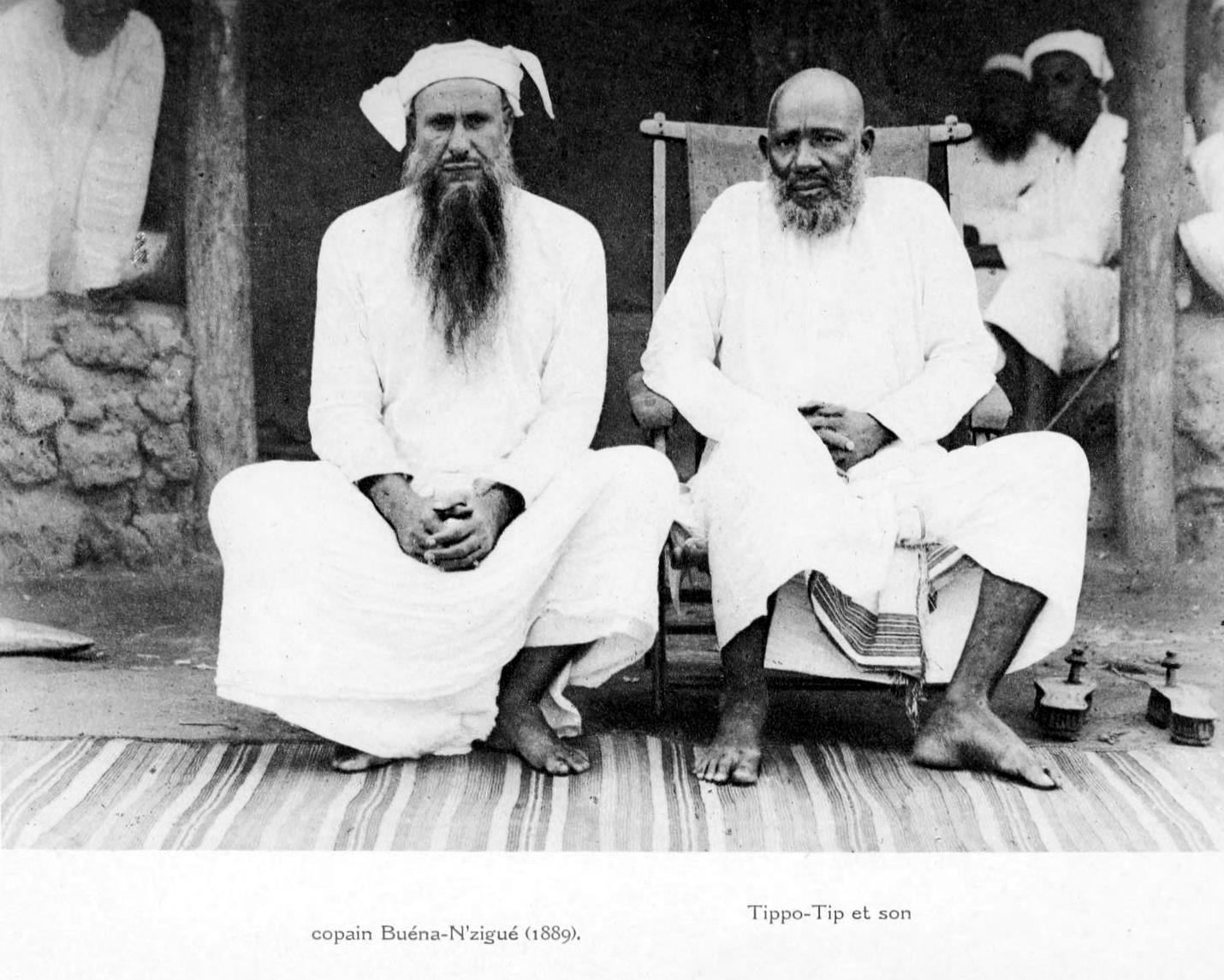
Bwana N'Zige et Tippo Tip (1889).

Tippo Tip rencontre et aide plusieurs des grands explorateurs européens du continent africain, dont Henry Morton Stanley, Eduard Schnitzer (Emin Pasha), David Livingstone, Veney Cameron, Hermann von Wissmann et Wilhelm Junker. 
De 1884 à 1887, Tip exploite le Congo oriental. En 1887, à l'occasion de l'expédition de secours à Emin Pasha, il est nommé gouverneur du district des chutes Stanley dans l'État indépendant du Congo. Cependant, sa position de gouverneur l'oblige à rendre des services au roi Léopold II. C'est ainsi qu'il révèle à des explorateurs belges le secret des routes commerciales qu'il était seul à connaître.
En 1891, l'expédition Van Kerckhoven trouve le moyen d'acheter directement de l'ivoire : c'est à ce moment que Tippo Tip en perd le monopole. C'est le début de la fin. Le 6 avril 1892, Sefu bin Hamid, son fils, est nommé gouverneur à sa place.
L'État indépendant du Congo mènera finalement une campagne militaire de mai 1892 à janvier 1894, au terme de laquelle la souveraineté sur l'est du territoire lui sera assurée. Ruiné, Tippo Tip se replie sur la côte orientale vers Zanzibar. Un procès finit par lui faire perdre ses possessions de la côte orientale, c’est-à-dire toute la fortune qui lui restait. 
Il meurt en 1905 à Stone Town, sa ville d'origine qui est la principale ville de l'archipel de Zanzibar.

### Littérature
- Un chapitre (Tippu Tip & Brazza) est consacré aux aventures de Tippo Tip dans l'ouvrage de Patrick Deville, Équatoria.
- Tippo Tip apparaît dans la bande dessinée Équatoria avec pour héros Corto Maltese à qui il remet un bijou du miroir du roi Jean et lui demande de mener l'expédition de la fille d'Emin Pacha en Afrique centrale pour retrouver les dépouilles de ce dernier et les ramener en Allemagne.